# Coby Fleener
Coby Fleener (Lemont, 20 settembre 1988) è un giocatore di football americano statunitense che gioca nel ruolo di tight end per i New Orleans Saints della National Football League. Fu scelto dagli Indianapolis Colts all'inizio del secondo giro (34º assoluto) del Draft NFL 2012. Al college ha giocato a football a Stanford.

## Carriera professionistica

### Indianapolis Colts
Considerato il miglior prospetto nel ruolo di tight end del Draft 2012, il 27 aprile Fleener fu scelto all'inizio del secondo giro come 34º assoluto dagli Indianapolis Colts con cui si riunì col suo compagno di squadra a Stanford Andrew Luck.
Il 9 settembre, nel debutto come professionista, Fleener ricevette 6 passaggi per 82 yard. Nel turno successivo, Indianapolis ottenne la prima vittoria stagionale contro i Minnesota Vikings: Fleener ricevette 2 passaggi per 16 yard
Dopo la settimana di pausa, nella settimana 5 i Colts compirono un'epica rimonta contro i Green Bay Packers. Sotto 21-3 alla fine del primo tempo, Indianapolis rimontò fino al 30-27. Fleener contribuì ricevendo 5 passaggi per 41 yard. La partita successiva non andò altrettanto bene ai Colts che persero nettamente contro i New York Jets con Coby che ricevette 4 passaggi per 42 yard.
Il primo touchdown su ricezione della carriera Fleener lo segnò nella vittoria della settimana 13 contro i Detroit Lions. La sua stagione da rookie si concluse con 281 yard ricevute e 2 touchdown in 12 partite, 10 delle quali come titolare.
Il primo touchdown della stagione 2013, Fleener lo segnò nella settimana 2 contro i Dolphins e il secondo due settimane dopo nella agevole vittoria sui Jacksonville Jaguars. Nella settimana 7 segnò la sua terza marcatura nella gara in cui la sua squadra inflisse la prima sconfitta stagionale ai Denver Broncos. Nella settimana 11 stabilì un nuovo primato personale con 8 ricezioni (per 107 yard) contribuendo alla vittoria in rimonta sui Titans. Il 4 gennaio 2014, nel primo turno di playoff i Colts ospitarono i Kansas City Chiefs. Trovatisi in svantaggio per 38-10 nel terzo quarto, Fleener contribuì alla furiosa rimonta segnando un touchdown, con la sua squadra che andò a vincere per 45-44. La corsa di Indianapolis si interruppe la settimana successiva contro i Patriots.
Il primo touchdown del 2014, Fleener lo segnò nella settimana 3 contro i Jaguars e il secondo la domenica successiva contro i Titans. Con due TD (e 127 yard ricevute) nel tredicesimo turno vinto contro i Redskins, arrivò a quota sei in stagione, un nuovo primato personale.

### New Orleans Saints
Divenuto free agent, il 9 marzo 2016 Fleener firmò con i New Orleans Saints.

## Statistiche
| Partite totali         | 28  |
| Partite da titolare    | 22  |
| Ricezioni              | 78  |
| Yard su ricezione      | 889 |
| Touchdown su ricezione | 6   |

Statistiche aggiornate alla stagione 2013